# Vitebsk Lynxes
I Vitebsk Lynxes sono una squadra di football americano di Vicebsk, in Bielorussia.

## Dettaglio stagioni

### Tornei nazionali

#### Campionato

##### Campionato bielorusso
| Stagione | regular season | regular season | regular season | regular season | regular season | regular season | playoff | playoff | playoff | playoff | playoff | playoff    | playoff          |
|          | Vin            | Par            | Per            | Tot            | PF             | PS             | Vin     | Per     | Tot     | PF      | PS      | risultato  | avversaria       |
| -------- | -------------- | -------------- | -------------- | -------------- | -------------- | -------------- | ------- | ------- | ------- | ------- | ------- | ---------- | ---------------- |
| 2018     | 1              | 0              | 2              | 3              | 57             | 94             | 0       | 1       | 1       | 0       | 42      | Semifinale | Minsk Hurricanes |
| Totale   | 1              | 0              | 2              | 3              | 57             | 94             | 0       | 1       | 1       | 0       | 42      |            |                  |

Fonti: Enciclopedia del Football - A cura di Roberto Mezzetti

### Tornei internazionali

#### Eastern League of American Football
| Stagione | regular season | regular season | regular season | regular season | regular season | regular season | playoff | playoff | playoff | playoff | playoff | playoff   | playoff                 |
|          | Vin            | Par            | Per            | Tot            | PF             | PS             | Vin     | Per     | Tot     | PF      | PS      | risultato | avversaria              |
| -------- | -------------- | -------------- | -------------- | -------------- | -------------- | -------------- | ------- | ------- | ------- | ------- | ------- | --------- | ----------------------- |
| 2016     | 6              | 0              | 0              | 6              | 185            | 41             | 1       | 0       | 1       | 20      | 0       | Campioni  | Kaliningrad Amber Hawks |
| Totale   | 6              | 0              | 0              | 6              | 185            | 41             | 1       | 0       | 1       | 20      | 0       |           |                         |

Fonti: Enciclopedia del Football - A cura di Roberto Mezzetti

#### Baltic Sea League
| Stagione | regular season | regular season | regular season | regular season | regular season | regular season | playoff | playoff | playoff | playoff | playoff | playoff    | playoff    |
|          | Vin            | Par            | Per            | Tot            | PF             | PS             | Vin     | Per     | Tot     | PF      | PS      | risultato  | avversaria |
| -------- | -------------- | -------------- | -------------- | -------------- | -------------- | -------------- | ------- | ------- | ------- | ------- | ------- | ---------- | ---------- |
| 2015     | 3              | 0              | 1              | 4              | 94             | 27             | 0       | 1       | 1       | 15      | 24      | Semifinale | Riga Lions |
| Totale   | 3              | 0              | 1              | 4              | 94             | 27             | 0       | 1       | 1       | 15      | 24      |            |            |

Fonti: Enciclopedia del Football - A cura di Roberto Mezzetti

#### Monte Clark Cup
| Stagione | regular season | regular season | regular season | regular season | regular season | regular season | playoff | playoff | playoff | playoff | playoff | playoff   | playoff    |
|          | Vin            | Par            | Per            | Tot            | PF             | PS             | Vin     | Per     | Tot     | PF      | PS      | risultato | avversaria |
| -------- | -------------- | -------------- | -------------- | -------------- | -------------- | -------------- | ------- | ------- | ------- | ------- | ------- | --------- | ---------- |
| 2017     | 0              | 0              | 4              | 4              | 28             | 128            | -       | -       | -       | -       | -       | -         | -          |
| Totale   | 0              | 0              | 4              | 4              | 28             | 128            | -       | -       | -       | -       | -       |           |            |

Fonti: Enciclopedia del Football - A cura di Roberto Mezzetti

## Palmarès
- 1 Eastern League of American Football (2016)